# Supercoppa italiana 1997 (pallavolo maschile)
La Supercoppa italiana 1997 si è svolta il 20 settembre 1997: al torneo hanno partecipato due squadre di club italiane e la vittoria finale è andata per la prima volta alla Daytona.

## Regolamento
Le squadre hanno disputato una gara unica.

## Squadre partecipanti
| Squadra | Qualificazione                                     | Ultima partecipazione    |
| ------- | -------------------------------------------------- | ------------------------ |
| Cuneo   | Finalista Coppa Italia 1996-97                     | Supercoppa italiana 1996 |
| Daytona | Vincitrice Coppa Italia 1996-97 e Serie A1 1996-97 | Debutto                  |

## Torneo
| 20 settembre 1997 PalArgento, Napoli Durata: ? - Spettatori: 2 600 | Daytona | 3 - 1 | Piemonte | 7-15, 15-11, 15-8, 15-13 |